# Allium abbasii
Allium abbasii — вид трав'янистих рослин родини амарилісові (Amaryllidaceae), ендемік Ірану.

## Опис
Цибулини кулясті, діаметром близько 2 см, зовнішні оболонки від сірого до чорного кольору, розщеплюючись на смужки. Листків 4–5, напівциліндричні, порожнисті, з великими зубцями уздовж краю; 20–35 см завдовжки, 5–7 мм завширшки. Суцвіття кулясте, багатоквіткове, густе. Квітки довго-яйцеподібні, зелені. Пиляки витягнуті, ≈ 2.2 мм завдовжки, білясті. Пилок білувато-сірий.

## Поширення
Ендемік Ірану.
Відомий лише з типового місця розташування виду в пров. Хамедан.

## Етимологія
Названий на честь доктора Мехрдада Аббасі, грибкового таксономіста в Тегерані.